# Toon Ladder
Toon Ladder is een Nederlandse strip van Gerrit de Jager. De strip verscheen van 1982 tot en met 1988 in Muziek Expres.
De strip gaat over platenbaas Toon Ladder, een personage dat gebaseerd was op Ger van Wulften, de eigenaar van uitgeverij Espee.
In 1984 verschenen de strips in het album Hitfabrikant. In 1992 verscheen een tweede album met de titel Kassuccessen. De eerste druk van Kassuccessen was in 1992 alleen te bestellen bij het blad Musicmaker, gesigneerd en genummerd door Gerrit de Jager op een ingeplakte sticker op de titelpagina. Een jaar later was dit album in winkels te koop met een andere voorpagina.

## Albums
- Toon Ladder - Hitfabrikant (SP-uitgaven, 1984)
- Toon Ladder - Kassuccessen (Big Balloon-uitgaven, 1992)